# Hans Neleman
Hans Neleman (* 1960 in Rotterdam, Holland) ist ein niederländischer Maler, Fotograf, Werbegrafiker und Regisseur von Musikvideos und Werbefilmen.

## Biografie
In den Niederlanden aufgewachsen und zur Schule gegangen, studierte Hans Neleman ein Jahr lang Anthroposophie an einer Rudolf-Steiner-Schule in Holland. Ab 1979 studierte er an der Fakultät für Schöne Künste am Goldsmith’s College und anschließend Fotografie am Polytechnic of Central London, wo er 1983 mit „Bachelor of Arts Honors degree“ abschloss.
Danach verlegte er seinen Wohnsitz in die USA und graduierte 1984 mit Master of Art an der New Yorker Universität.
1985 eröffnete er sein erstes Studio in New York und arbeitet seitdem als freischaffender Künstler.
Bereits in seiner Studienzeit wurde die Werbebranche auf ihn aufmerksam. Seitdem hat er unter anderen für American Express, Coca-Cola, IBM, Lexus und Nike gearbeitet. Er gestaltete zudem Buch- und Plattencover. In den Jahren 1993 bis 1995 führte er Regie bei den Clips den Musiktiteln Wünsch DIR was, Alles aus Liebe, Kauf MICH!, alle vom Album Kauf mich!, dem Titel Sexual und Nichts bleibt für die Ewigkeit vom Album Opium fürs Volk von Die Toten Hosen.
Neleman unterrichtete an der Universität von New York, der „School of Visual Arts“ und dem „International Center of Photography“. Er stellte seine Stillleben und Porträtfotografien international aus und erhielt zahlreiche Auszeichnungen. Sein derzeitiges Studio befindet sich im New Yorker Stadtteil Soho.

## Ausstellungen
- 1991 Visual Arts Museum, New York
- 1993 Eton Gallery Detroit, Michigan
- 1994 Cintermex Monterrey, Mexico
- 1994 Art Projects International, New York
- 1995 Schneider Gallery, Chicago
- 1996 World Trade Financial Center, Niederlande
- 1998 Tabakman Gallery New York, New York
- 1999 Cultura De Nuevo Leon y Drexel Galeria, Mexico
- 1999 Holland Festival, Niederlande
- 2000 Biennale De Lyon, Frankreich
- 2003 Ricco/Maresca Gallery, New York